# Wawer

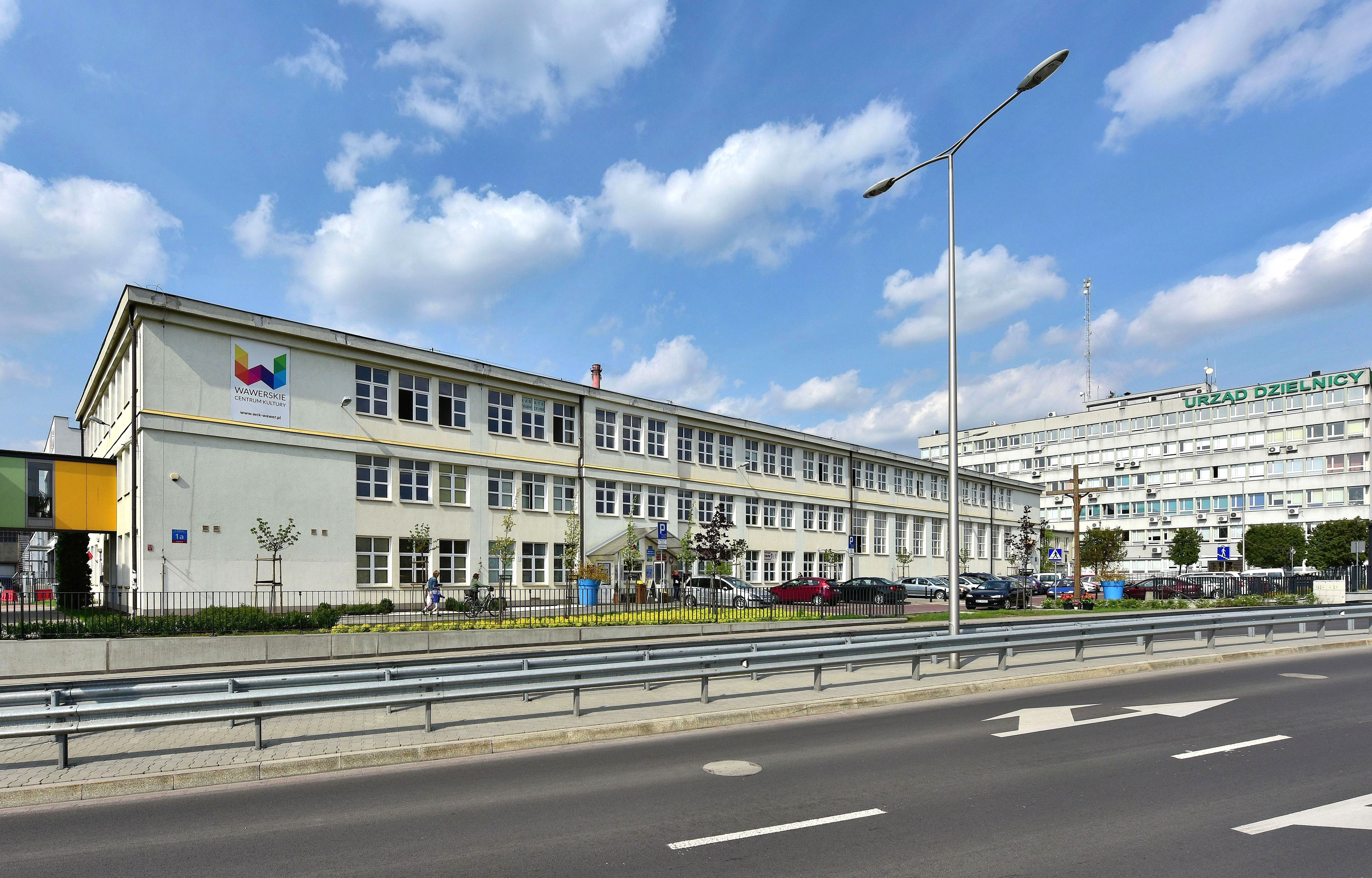

Wawers vapen.

Wawer är ett distrikt i Warszawa, beläget i stadens sydöstra del. Wawer, som blev ett eget distrikt år 2002, hade 69 896 invånare år 2011. I december 1939 ägde Wawermassakern rum här.